# Scott Wedgewood
Scott Wedgewood, född 14 augusti 1992, är en kanadensisk professionell ishockeymålvakt som spelar för Colorado Avalanche i National Hockey League (NHL). Wedgewood draftades av New Jersey Devils i tredje rundan som 84:e spelare totalt vid NHL Entry Draft 2010.

## Klubblagskarriär
Han skrev på ett treårigt rookiekontrakt med Devils den 20 mars 2012 och debuterade i NHL exakt fyra år senare, 20 mars 2016, med en seger mot Columbus Blue Jackets. I sin andra match med Devils höll han nollan mot Pittsburgh Penguins.
25 juli 2017 skrev han på ett nytt ettårigt tvåvägskontrakt med Devils. Han började säsongen med en vinst med Binghamton Devils i AHL innan han blev uppkallad till Devils när Cory Schneider blev skadad. När Schneider var spelklar igen blev han tradad till Arizona Coyotes.
Devils tradade honom till Arizona Coyotes den 28 oktober 2018 i utbyte mot ett draftval i femte rundan 2018.
Efter 20 matcher med Coyotes tradades han 21 februari 2018 till Los Angeles Kings tillsammans med Tobias Rieder, i utbyte mot målvakten Darcy Kuemper.
Den 1 juli 2018 skrev han som free agent på ett ettårskontrakt värt 700 000 dollar med Buffalo Sabres.